# Гриффин, Келси
Келси Мишель Гриффин (англ. Kelsey Michelle Griffin; родилась 2 июля 1987 года, Анкоридж, штат Аляска, США) — американо-австралийская профессиональная баскетболистка, выступавшая в женской национальной баскетбольной ассоциации. Была выбрана на драфте ВНБА 2010 года в первом раунде под третьим номером командой «Миннесота Линкс». Играет в амплуа лёгкого форварда. В настоящее время выступает в составе австралийского клуба «Бендиго Спирит».
В составе национальной сборной Австралии она стала победительницей Игр Содружества 2018 года в Голд-Косте, а также выиграла серебряные медали чемпионата Азии 2017 года в Индии.

## Ранние годы
Келси родилась 2 июля 1987 года в городе Анкоридж (штат Аляска) в семье Джима и Джэн Гриффин, у неё есть брат, Джефф, и сестра, Джейми, а училась она немного южнее, в городе Чуджиак, в одноимённой средней школе, в которой выступала за местную баскетбольную команду.